# Gnomisk
Gnomisk diktkonst återfinns bland annat i antikens poesi samt i den äldsta isländska Eddan. Begreppet innefattar att det autonoma diktverket har en högre, dold sanning om världens ursprung och strukturella uppbyggnad. 
Man menar att det egentliga budskapet antingen är dolt för oss med mening, eller att människan inte längre har förmåga att förstå dessa högre sanningar.